# Lepna
Lepna is een plaats in de Estlandse gemeente Rakvere vald, provincie Lääne-Virumaa. De plaats heeft 400 inwoners (2021) en heeft de status van groter dorp of ‘vlek’ (Estisch: alevik).
Lepna ligt 6,8 km verwijderd van Rakvere, de provinciehoofdstad.

## Geschiedenis
Lepna werd voor het eerst vermeld in 1241 onder de naam Lippanal. Het dorp behoorde tot het landgoed van Rakvere.
In de jaren twintig van de 20e eeuw werd Lepna opgedeeld in drie dorpen: Lepna-Eeskula, Lepna-Märliku en Lepna-Taaravainu. Lepna-Eeskula werd later Eesküla,  Lepna-Taaravainu werd Taaravainu en Lepna-Märliku werd in 1977 weer Lepna.
Tijdens de Sovjetbezetting was in Lepna het hoofdkantoor van de collectieve boerderij (kolchoz) Energia gevestigd.